# Zvonko Milojević
Zvonko Milojević (cyr.: Звoнкo Mилojeвић, ur. 30 sierpnia 1971 w Svetozarevie) – serbski piłkarz występujący na pozycji bramkarza. Reprezentant Jugosławii.

## Kariera klubowa
Milojević karierę rozpoczynał w sezonie 1989/1990 w zespole Crvenej zvezdzie, grającej w pierwszej lidze jugosłowiańskiej. W czasach SFR Jugosławii zdobył z nią trzy mistrzostwa Jugosławii (1990, 1991, 1992) oraz Puchar Jugosławii (1990), a także wygrał rozgrywki Pucharu Mistrzów (1991). Następnie, po rozpadzie Jugosławii, od sezonu 1992/1993 w klubie Crvena zvezda występował w pierwszej lidze FR Jugosławii. Wywalczył z nim jedno mistrzostwo Jugosławii (1995), a także cztery Puchary Jugosławii (1993, 1995, 1996, 1997).
W 1997 roku Milojević przeszedł do belgijskiego Anderlechtu. W sezonach 1999/2000 oraz 2000/2001 zdobył z nim mistrzostwo Belgii. Przez sześć sezonów w barwach Anderlechtu rozegrał 31 spotkań. W 2003 roku odszedł do KSC Lokeren, gdzie spędził cztery sezony, a potem zakończył karierę.

## Kariera reprezentacyjna
W reprezentacji Jugosławii Milojević zadebiutował 31 marca 1995 w wygranym 1:0 towarzyskim meczu z Urugwajem. W latach 1995–1997 w drużynie narodowej rozegrał 8 spotkań.